# The Merchant of Venice (film 1922)
The Merchant of Venice è un cortometraggio muto del 1922 diretto da Challis Sanderson.

## Produzione
Il film fu prodotto dalla Master Films.

## Distribuzione
Il film fu distribuito nel Regno Unito dalla British Exhibitors' Films nel giugno 1922.